# Сати (буддизм)
Сати (пали sati, санскр. smṛti) — понятие в буддизме. Обычно переводится как осознанность или «mindfulness», однако первостепенное значение — это воспоминание или память.
Слово «сати» обычно используется для обозначения состояния, когда человек присутствует в своем действительном переживании, в противоположность отвлечению или рассеянности.